# 뉴멕시코뒤쥐
뉴멕시코뒤쥐(Sorex neomexicanus)는 땃쥐과에 속하는 포유류의 일종이다. 캐피탄 산맥, 맨자노 산맥, 샌디아 산맥의 뉴멕시코주에서만 발견된다.